# 1992–2012 The Anthology
1992–2012 The Anthology – album kompilacyjny zespołu Underworld, wydany 4 grudnia 2011 roku, zawierający jego największe przeboje z lat 1992–2011.

## Album

### Zawartość i wydania
Trzypłytowa antologia 1992–2012 zastępuje dwupłytową 1992–2002 i jest obszernym przeglądem dokonań drugiego wcielenia Underworld. Została ona wydana równocześnie z A Collection, jednopłytowym wydawnictwem zawierającym krótsze wersje przebojów zespołu z 1992–2012, a zarazem utwory, które na tymże wydawnictwie zostały pominięte, takie jak: „Beebop Hurry”, „Downpipe”, „The First Note Is Silent” i „King of Snake”. Na trzecim dysku znalazły się rzadkie nagrania, w tym strony B singli, utwory bonusowe z płyt wydanych tylko w Japonii i inne nagrania z kompilacji. Do kartonowego opakowania została dołączona błyszcząca, zapakowana w zdjęcia książeczka. Informacje o utworach są lakoniczne, nie ma żadnych informacji o wydawnictwie, ale większość zdjęć ma daty i miejsca ich zrobienia.
Album ukazał się najpierw jako digital download 4 grudnia 2011 roku w Wielkiej Brytanii nakładem Underworldlive.com. 28 grudnia został wydany w Japonii w formie potrójnej płyty CD, 23 stycznia 2012 roku wyszedł w takie samej formie w Wielkiej Brytanii i Europie, a 31 stycznia nakładem Cooking Vinyl – w Stanach Zjednoczonych.

### Lista utworów
| 1.  | Bigmouth                   | 10:08   |
|     |                            |         |
| 2.  | Mmm Skyscraper I Love You  | 13:16   |
|     |                            |         |
| 3.  | Rez                        | 9:59    |
|     |                            |         |
| 4.  | Cowgirl                    | 8:32    |
|     |                            |         |
| 5.  | Spikee                     | 12:31   |
|     |                            |         |
| 6.  | Dirty Epic                 | 10:00   |
|     |                            |         |
| 7.  | Dark And Long (Dark Train) | 10:51   |
|     |                            |         |
| 8.  | Born Slippy (Nuxx)         | 7:35    |
|     |                            |         |
| 9.  | Pearl's Girl               | 9:41    |
|     |                            |         |
| 10. | Jumbo                      | 9:12    |
|     |                            |         |
| 11. | 8 Ball                     | 8:58    |
|     |                            |         |
| 12. | Moaner                     | 10:23   |
|     |                            |         |
| 13. | Two Months Off             | 9:11    |
|     |                            |         |
| 14. | To Heal                    | 2:35    |
|     |                            |         |
| 15. | Crocodile                  | 6:31    |
|     |                            |         |
| 16. | Scribble                   | 7:03    |
|     |                            |         |
| 17. | The Hump                   | 8:54    |
|     |                            |         |
| 18. | The Big Meat Show          | 9:08    |
|     |                            |         |
| 19. | Minneapolis                | 10:05   |
|     |                            |         |
| 20. | Why Why Why                | 12:16   |
|     |                            |         |
| 21. | Oich Oich                  | 8:34    |
|     |                            |         |
| 22. | Second Hand                | 9:04    |
|     |                            |         |
| 23. | Parc (Live 2005)           | 3:32    |
|     |                            |         |
| 24. | Simple Peal                | 4:34    |
|     |                            |         |
| 25. | JAL To Tokyo               | 5:45    |
|     |                            |         |
|     |                            | 3:38:18 |
|     |                            |         |

| 1. | Bigmouth                   | 10:08   |
|    |                            |         |
| 2. | Mmm Skyscraper I Love You  | 13:16   |
|    |                            |         |
| 3. | Rez                        | 9:59    |
|    |                            |         |
| 4. | Cowgirl                    | 8:32    |
|    |                            |         |
| 5. | Spikee                     | 12:31   |
|    |                            |         |
| 6. | Dirty Epic                 | 10:00   |
|    |                            |         |
| 7. | Dark And Long (Dark Train) | 10:51   |
|    |                            |         |
|    |                            | 1:15:17 |
|    |                            |         |

| 1. | Born Slippy (Nuxx) | 7:35    |
|    |                    |         |
| 2. | Pearl's Girl       | 9:41    |
|    |                    |         |
| 3. | Jumbo              | 9:12    |
|    |                    |         |
| 4. | 8 Ball             | 8:58    |
|    |                    |         |
| 5. | Moaner             | 10:23   |
|    |                    |         |
| 6. | Two Months Off     | 9:11    |
|    |                    |         |
| 7. | To Heal            | 2:35    |
|    |                    |         |
| 8. | Crocodile          | 6:31    |
|    |                    |         |
| 9. | Scribble           | 7:03    |
|    |                    |         |
|    |                    | 1:11:09 |
|    |                    |         |

| 1. | The Hump (Groove Without A Doubt) | 8:54    |
|    |                                   |         |
| 2. | The Big Meat Show                 | 9:08    |
|    |                                   |         |
| 3. | Minneapolis                       | 10:05   |
|    |                                   |         |
| 4. | Why Why Why                       | 12:16   |
|    |                                   |         |
| 5. | Oich Oich                         | 8:34    |
|    |                                   |         |
| 6. | Second Hand                       | 9:04    |
|    |                                   |         |
| 7. | Parc (Live)                       | 3:32    |
|    |                                   |         |
| 8. | Simple Peal                       | 4:34    |
|    |                                   |         |
| 9. | JAL To Tokyo                      | 5:45    |
|    |                                   |         |
|    |                                   | 1:11:52 |
|    |                                   |         |

- autorzy: – Darren Emerson (utwory: CD 1: 1–7, CD 2: 2, 5, CD 3: 3, 4, 6), Lincoln Barrett (CD 2: 9), Karl Hyde, Rick Smith
- producent – Rick Smith, Lincoln Barrett („Scribble”)
- wykonawca – Underworld
- mastering – Miles Showell
- okładka – Tomato
- producent wykonawczy – Steven Hall

## Odbiór

### Opinie krytyków
| Oceny łączne      | Oceny łączne |
| Publikacja        | Ocena        |
| ----------------- | ------------ |
| Album of the Year | 80/100       |
| Metacritic        | 88/100       |
| Recenzje          |              |
| Publikacja        | Ocena        |
| AllMusic          | [ 1 ]        |
| The Irish Times   | [ 8 ]        |
| Pitchfork         | 7.0/10       |
| PopMatters        | 8/10         |
| Q                 | [ 7 ]        |
| RYM               | 3.84/5       |
| Uncut             | 8/10         |
| Under the Radar   | 6/10         |

Album zyskał powszechne uznanie na podstawie 5 recenzji krytycznych.
„Lata 1992–2002 to niekoniecznie porywająca nowość dla stałych fanów, składająca się w zasadzie z tych wielkich, najważniejszych momentów” – zauważa Ian Mathers z magazynu PopMatters dodając: „O ile jako fan nie miałeś jeszcze 'Dirty' (tylko wczesny instrumentalny miks monumentalnego 'Dirty Epic', który oczywiście też tu się znalazł), czy kilku singli jak 'Bigmouth', 'Spikee' i '8 Ball', to prawdopodobnie miałeś wszystko na tych dwóch płytach, i to w takiej samej formie. A dla nowicjuszy, no cóż, były wszystkie najważniejsze momenty, choć te dwa zapchane po brzegi dyski zmieściły tylko 16 utworów. To był Underworld w najlepszym wydaniu” – ocenia recenzent dając wydawnictwu 8 punktów.
Złożona z 25 utworów Antologia stała się dla Jessa Harvella z magazynu Pitchfork okazją do refleksji na temat roli zespołu w przejściu od synth-popu z końca lat 80. do acid-house’u, techno, trance’u i progressive house’u i jego dokonań, których symbolem stały się takie utwory jak 'Born Slippy .NUXX' czy 'Dark & Long (Dark Train)'. „Underworld wyspecjalizował się w tego rodzaju muzyce tanecznej, która czuła się ograniczona w małej przestrzeni klubowej, na płytach z wystarczającą przestrzenią i głębią. Kilka z największych płyt Underworld, w muzycznym znaczeniu tego słowa, zostało nagranych i wydanych w czasie, gdy byli oni rzeczywiście wzrastającą siłą napędową klubów i sensacją w prasie muzycznej dla szerszego świata, zwłaszcza w Ameryce” – konstatuje autor.
„Główną rzeczą, która wyróżnia Anthology spośród innych kolekcji jest jej trzeci dysk. Ten dysk, skierowany do zagorzałych wielbicieli, zawiera dziewięć rzadkich i/lub niewydanych utworów. Te wybory to niezwykli reprezentanci Underworld” – uważa Lily Moayeri z magazynu Under the Radar dodając, iż ze względu na to powinien on być dostępny oddzielnie.

### Listy tygodniowe
| Kraj   | Lista               | Pozycja |
| ------ | ------------------- | ------- |
| Belgia | Ultratop (Flandria) | 78      |
| Belgia | Ultratop (Walonia)  | 85      |